# Fotocopiadora

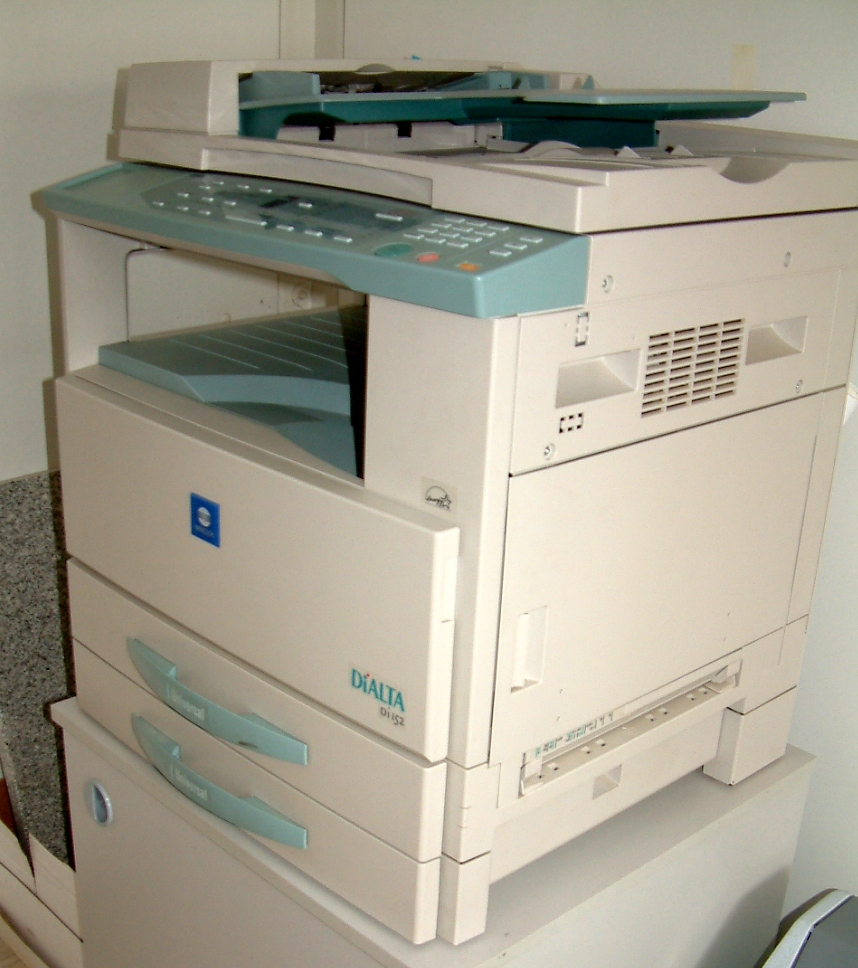
Una fotocopiadora

Una fotocopiadora (o màquina fotocopiadora) és una màquina que fa còpies en paper de documents i altres tipus d'imatges visuals de manera ràpida i barata. Les fotocopiadores més modernes utilitzen una tècnica anomenada xerografia (un procediment de l'electrofotografia), un procés sec que utilitza la calor. Les copiadores també poden utilitzar altres tecnologies, com la injecció de tinta, però la xerografia és la més estàndard.
La fotocòpia és el procés amb el qual es realitza la còpia literal d'un document o fotografia creada per mitjans foto-òptics. La fotocòpia per mitjans fotogràfics, com aparell comú en les oficines, existeix almenys des de la Segona Guerra Mundial. El procés era lent i les còpies resistien malament al pas del temps i a la llum, perquè el procés de revelat i fixació era simultani i el resultat no era net. La fotocòpia de plànols per heliogravat (plànols blaus) va continuar molt més temps perquè el procés al sec no cap a grans superfícies.
Xerox (del grec "xeros" sec) va introduir el procés d'electrofotocòpia en la dècada dels 60 (en concret, l'any 1959) i durant els següents vint anys va anar reemplaçant gradualment les fotocòpies per procediments fotogràfics així com la utilització del paper carbó, mimeògrafs i altres màquines multicopistes. Està àmpliament estesa en el món dels negocis, l'educació i en mitjans governamentals. S'ha debatut llargament sobre el fet que les fotocòpies vagin quedant obsoletes, a mesura que s'incrementa la creació i distribució de documents digitals, confiant menys en la distribució de documents en paper.

## Història
El concepte bàsic del funcionament d'una fotocopiadora va ser desenvolupat per Georgi Nadjakov en 1937. Georgi va descobrir que els materials no conductors poden fondre's de forma permanent si es polaritzen mitjançant l'ús d'un camp elèctric i s'exposen als rajos de llum. Chester Carlson, l'inventor de les fotocòpies, era originalment un advocat de patents, a més d'investigador i inventor a temps parcial. El seu treball en la oficina de patents de Nova York li obligava a realitzar un gran nombre de còpies de documents importants. Carlson, que patia artritis, trobava que aquest procés era dolorós i tediós. Això li va motivar a dur a terme experiments amb la fotoconductivitat. Carlson va utilitzar la seva cuina per als seus experiments d’"electrofotografia" i, en 1938, va sol·licitar una patent per al procés. Va fer la primera fotocòpia utilitzant una placa de zinc coberta amb sofre. Les paraules "10-22-38 Astoria" es van escriure en un portaobjectes de microscopi, que es va col·locar damunt de més sofre i sota una llum brillant. Una vegada retirat el portaobjectes, quedava una imatge especular de les paraules. Carlson va tractar de vendre el seu invent a algunes empreses, però va fracassar perquè el procés encara estava poc desenvolupat. En aquella època, les còpies múltiples es feien normalment en el punt d'origen del document, utilitzant paper carbó o màquines duplicadores manuals, i la gent no veia la necessitat d'una màquina electrònica. Entre 1939 i 1944, Carlson va ser rebutjat per més de 20 empreses, entre elles IBM i General Electric, cap de les quals creia que hi hagués un mercat significatiu per a les copiadores.
En 1944, el Battelle Memorial Institute, una organització sense ànim de lucre de Columbus, Ohio, va contractar a Carlson per perfeccionar el seu nou procés. Durant els cinc anys següents, l'institut va dur a terme experiments per millorar el procés d'electrofotografia. En 1947, Haloid Corporation (un petit fabricador i venedor de paper fotogràfic amb seu a Nova York) es va posar en contacte amb Battelle per obtenir una llicència per desenvolupar i comercialitzar una màquina copiadora basada en aquesta tecnologia.
Haloid va considerar que la paraula "electrofotografia" era massa complicada i no tenia un bon valor de record. Després de consultar a un professor de llengües clàssiques de la Universitat Estatal d'Ohio, Haloid i Carlson van canviar el nom del procés pel de "xerografia", que derivava de paraules del grec que significaven "escriptura seca". Haloid va cridar a les noves màquines copiadores "Màquines Xerox" i, en 1948, la paraula "Xerox" va ser marca registrada. Haloid va acabar canviant el seu nom pel de Xerox Corporation. La primera màquina que es va fabricar va ser la 10-22-38 Astoria.
 En 1949, Xerox Corporation va presentar la primera copiadora xerogràfica cridada Model A. Derrotar el líder informàtic IBM, Xerox va arribar a tenir tant èxit que, a l'Amèrica del Nord, la fotocòpia va passar a conèixer-se popularment com a "xeroxing". Xerox ha lluitat activament per evitar que "Xerox" es converteixi en una marca genèrica. Encara que la paraula "Xerox" ha aparegut en alguns diccionaris com a sinònim de fotocòpia, Xerox Corporation sol sol·licitar que es modifiquin aquestes entrades i que la gent no utilitzi el terme "Xerox" d'aquesta manera.
A principis de la dècada de 1950, Radio Corporation of America (RCA) va introduir una variant del procés denominada Electrofax, per la qual les imatges es formaven directament en un paper especialment recobert i es reproduïen amb un tòner dispers en un líquid. Més tard, en 1955, el primer dispositiu xerogràfic automatitzat va ser produït per Haloid Xerox. El primer dispositiu comercial de fotocòpia amb botó es va fabricar en 1958, la màquina es va anomenar 914. També en el mateix any es va desenvolupar el tòner de color, però les copiadores a tot color no es van comercialitzar fins que 3M les va posar a disposició en 1968. El procés utilitza la sublimació de tinta en lloc de la tecnologia electroestàtica convencional.
Durant la dècada de 1960 i fins a la de 1980, Savin Corporation va desenvolupar i va vendre una línia de copiadores de tòner líquid que implementava una tecnologia basada en patents de l'empresa.
Abans de l'adopció generalitzada de les copiadores xerogràfiques, s'utilitzaven còpies fotodirectes produïdes per màquines com la Verifax de Kodak. Un dels principals obstacles associats a les tecnologies de còpia prexerogràfiques era l'elevat cost dels subministraments: una impressió de Verifax requeria subministraments que costaven 0,15 dòlars en 1969, mentre que una impressió de Xerox podia fer-se per 0,03 dòlars, incloent el paper i la mà d'obra. Les màquines fotostàtiques que funcionaven amb monedes i que encara es trobaven en algunes biblioteques públiques a la fi dels anys 60 feien copies grandària carta per 0,25 dòlars cadascuna, en una època en la qual el salari mínim d'un treballador nord-americà era d'1,65 dòlars per hora; les màquines Xerox que les van substituir solien cobrar 0,10 dòlars.
Els fabricants de copiadores xerogràfiques van aprofitar l'alt valor percebut dels anys 60 i principis dels 70 i van comercialitzar paper "especialment dissenyat" per a la producció xerogràfica. A finals de la dècada de 1970, els fabricants de paper van fer de la "capacitat d'execució" xerogràfica un dels requisits per a la majoria de les seves marques de paper d'oficina.
Alguns dispositius venuts com a fotocopiadores han substituït el procés basat en el tambor per la tecnologia d'injecció de tinta o de pel·lícula de transferència.
Entre els principals avantatges de les fotocopiadores pel que fa a les tecnologies de copiat anteriors es troben la seva capacitat:
- utilitzar paper d'oficina normal (sense tractar);
- implementar la impressió dúplex (o a dues cares);
- escanejar diverses pàgines automàticament amb un ADF; i,
- eventualment, per classificar i/o engrapar la sortida.

### Fotocopiadores en color
El tòner de color va començar a estar disponible en la dècada de 1950, encara que les fotocopiadores a tot color no van estar disponibles comercialment fins que 3M va llançar la fotocopiadora Color-in-Color en 1968, que utilitzava un procés de sublimació de tinta en lloc de la tecnologia electroestàtica convencional. La primera copiadora electroestàtica en color va ser llançada per Xerox (la 6500) en 1973. La fotocòpia en color preocupa als governs, ja que facilita la falsificació moneda i altres documents: per a més informació, vegeu la secció Falsificació.

### Tecnologia digital
Existeix una tendència creixent al fet que les noves fotocopiadores implementin la tecnologia digital, substituint així a l'antiga tecnologia de analògic. Amb la còpia digital, la copiadora consisteix efectivament en un escàner integrat amb una impressora làser. Aquest disseny té diversos avantatges, com la millora automàtica de la qualitat de la imatge i la capacitat de "construir treballs" (és a dir, escanejar imatges de pàgines independentment del procés d'impressió). La tecnologia de les fotocopiadores ha permès la producció de diversos papers similars de forma eficaç en poc temps, a diferència del que ocorria en el passat, quan s'utilitzava el paper carbó per reproduir les còpies. Algunes fotocopiadores digitals poden funcionar com escàners d'alta velocitat; aquests models solen oferir la possibilitat d'enviar documents per correu electrònic o posar-los a disposició en servidors d'arxius.
Una dels principals avantatges de la tecnologia de les copiadores digitals és la "compaginació digital automàtica". Per exemple, en copiar un conjunt de 20 pàgines 20 vegades, una copiadora digital escaneja cada pàgina una sola vegada, i després utilitza la informació emmagatzemada per produir 20 conjunts. En una copiadora analògica, o bé s'escaneja cada pàgina 20 vegades (un total de 400 escaneigs), fent un joc alhora, o bé s'utilitzen 20 safates de sortida diferents pels 20 jocs.
Les copiadores de gamma baixa també utilitzen tecnologia digital, però solen consistir en un escàner de PC estàndard acoblat a una impressora d'injecció de tinta o làser de gamma baixa, ambdues molt més lentes que les seves homòlogues en les copiadores de gamma alta. No obstant això, els escàners i impressores de tinta de gamma baixa poden proporcionar còpies en color a un preu de compra inicial més baix, però amb un cost per còpia molt major. Els escàners-impressores digitals combinats de vegades tenen màquines de fax incorporades i es coneixen com impressores multifunció.
El desenvolupament de les fotocopiadores ha donat lloc al desenvolupament de la tecnologia d'injecció de tinta o de pel·lícula de transferència. El mèrit de les fotocopiadores pel que fa a les tecnologies de còpia del passat és que utilitzen paper d'oficina normal; implementen la impressió a dues cares i classifiquen i engrapen la sortida. Les conseqüències negatives per al desenvolupament d'aquesta tecnologia són: la còpia en color facilita la falsificació de monedes. Alguns països incorporen ara tecnologies antifalsificació en les seves monedes per fer més complex l'ús de fotocopiadores en color per a la falsificació. Les fotocopiadores utilitzen llum ultraviolada, i l'exposició a ella té algunes conseqüències per a la salut. Les fotocopiadores que utilitzen llum ultraviolada, com les fluorescents, les halògenes de tungstè i unes altres, exposen el paper que es copia a la llum ultraviolada; s'han expressat preocupacions sobre aquest tema en relació amb l'ús del seleni i les emissions d'ozó i els fums que surten del tòner escalfat.

## Com funciona una fotocopiadora (utilitzant la xerografia)
1. Càrrega:Un tambor cilíndric es carrega electroestàticament per un cable d'alta tensió anomenat cable de corona o corró de càrrega. El tambor té un recobriment d'un material fotoconductor. Un fotoconductor és un semiconductor que es converteix en conductor quan s'exposa a la llum[10]
2. Exposició: Una llum brillant il·lumina el document original, i les àrees en blanc del document original reflecteixen la llum sobre la superfície del tambor fotoconductor. Les àrees del tambor que estan exposades a la llum i, per tant, es converteixen en conductores es descarreguen. L'àrea del tambor no exposat a la llum (aquelles àrees que corresponen a porcions negres del document original) romanen carregats negativament. El que queda és la imatge latent electroestàtica.
3. Revelat: El tòner està carregat positivament. Quan s'aplica al tambor per revelar la imatge, s'adhereix a les àrees que estan carregades negativament (àrees negres).
4. Transferència: La imatge de tòner resultant en la superfície del tambor es transfereix des del tambor sobre un tros de paper amb una càrrega negativa més alta que la del tambor.
5. Fusió: El tòner es fon i s'uneix a la de paper pels corrons de calor i de pressió.

Aquest exemple és d'un tambor i un paper carregats negativament, i un tòner carregat positivament com és comú en copiadores digitals d'avui en dia. Algunes fotocopiadores, majoritàriament copiadores analògiques grans, empren tambor i paper amb càrrega positiva, i el tòner amb càrrega negativa.